# Árpádhalom
Árpádhalom (hongrois : Árpádhalom [ˈaːrpaːdhɒlom]) est une localité hongroise située dans le comitat de Csongrád-Csanád. Jusqu'aux années 1950, Árpádhalom était un hameau de Nagymágocs.

## Nom et attributs

### Toponymie
Selon la tradition, Árpád, chef des Magyars, et ses généraux auraient installé leur campement parmi les buttes de terre situées aux abords du village alors qu'ils se dirigeaient vers Pusztaszer. Parmi ces monticules, le plus imposant aurait été réservé au chef lui-même.

## Site et localisation

### Topographie et hydrographie
Árpádhalom est située dans la Grande Plaine hongroise (Alföld), dans la région du Viharsarok, à proximité du Mágocs-ér. La ville la plus proche est Orosháza, distante d'environ 10 kilomètres par la route.

## Histoire
Jusqu'aux années 1950, Árpádhalom était un hameau dépendant de Nagymágocs. Ses principaux propriétaires étaient les familles Károlyi et Berchtold. Le 1er juillet 1956, elle est devenue une localité indépendante, formée à partir de territoires auparavant rattachés à Nagymágocs (Árpádhalom, Bojtártelep, Szendrei-major, Zoltántér), Eperjes (Kisújváros et une partie de Nagyújváros) et Székkutas. Entre 1906 et 1972, un chemin de fer reliait la localité à Fábiánsebestyén, tandis qu'une ligne de chemin de fer à voie étroite menait à Nagymágocs. À partir des années 1970 et jusqu'à la transition démocratique de 1990, Árpádhalom partageait un conseil municipal avec Nagymágocs. Depuis le 10 octobre 1990, elle dispose de sa propre autonomie locale, comme les autres villages du pays.

## Population

### Minorités culturelles et religieuses
En 2001, la population d'Árpádhalom se déclarait à 99 % hongroise et à 1 % rom.
Lors du recensement de 2011, 92,8 % des habitants se sont identifiés comme Hongrois, 0,6 % comme Roms, 0,4 % comme Polonais et 0,2 % comme Arméniens, tandis que 7,2 % n'ont pas souhaité répondre (en raison des identités multiples, le total peut dépasser 100 %). Concernant l'appartenance religieuse, 26,4 % des habitants étaient catholiques romains, 4 % réformés, 2,3 % évangéliques, tandis que 53,2 % se déclaraient sans confession et 13,5 % n'ont pas répondu.
En 2022, 91,1 % des habitants se sont identifiés comme Hongrois, 0,8 % comme Roms, 0,8 % comme Roumains, 0,3 % comme Allemands, 0,3 % comme Serbes, 0,3 % comme Polonais, et 1,5 % comme appartenant à une autre nationalité étrangère. 8,9 % n'ont pas répondu. Concernant la religion, 18,3 % des habitants étaient catholiques romains, 3,3 % réformés, 0,3 % grecs-catholiques, 2,5 % évangéliques, 1 % catholiques d'autres rites, tandis que 38,4 % se déclaraient sans confession et 35,9 % n'ont pas répondu.

## Équipements

### Éducation
Dès le début des années 1910, une école primaire était en activité dans le centre du hameau. Dans les années 1950, elle est devenue une école générale à huit classes, puis a été réduite à quatre classes, avant de retrouver son statut initial en 1994. Depuis 2008, elle est associée à l'institut János Arany de Fábiánsebestyén. Les élèves du premier cycle y poursuivent leur scolarité à Árpádhalom, tandis que les collégiens se rendent à Fábiánsebestyén. À partir de l'année scolaire 2011-2012, l'école a pris le nom de Rózsa Ferenc, en hommage à un ancien directeur. La maternelle, en revanche, a retrouvé en 2011 son ancien nom d'Erzsébet gyermekotthon. La localité dispose également d'une maison de la culture et d'une bibliothèque.

### Réseaux extra-urbains
La localité est accessible depuis Orosháza en empruntant successivement les routes 4408 et 4448, cette dernière constituant l'axe principal du village. Elle est également desservie par la même route depuis Nagymágocs et peut être rejointe depuis Fábiánsebestyén via la route 4449. Son territoire est traversé par plusieurs autres routes, notamment la 4406, qui relie Orosháza à Szentes, la 4642, qui assure la liaison entre Gyomaendrőd et Szentes, ainsi que la 4446, qui joue un rôle de voie de connexion secondaire.
Sur le plan ferroviaire, Árpádhalom est desservie par la ligne Szentes–Orosháza. Une halte ferroviaire, Újváros, située à la limite nord du territoire, à proximité de la route 4642, permet une connexion avec le réseau national, bien qu'elle soit éloignée du centre habité.

## Économie
Environ 65,5 % des habitants vivent de l'agriculture. Dans les années 1950, six coopératives agricoles étaient actives, mais elles ont progressivement fusionné pour former une seule entité, le TSZ Árpád. Ceux qui ne travaillent pas dans ce secteur exercent principalement dans les villes voisines, telles qu'Orosháza et Szentes.

## Patrimoine local
Le château Károlyi–Berchtold fut construit entre 1897 et 1898 dans un style éclectique à tendance néoclassique par la comtesse Ferdinanda Károlyi, fille du comte Alajos Károlyi, après son mariage avec le comte Leopold Berchtold. L'édifice comprenait à l'origine 22 pièces, plusieurs salles de bain et diverses dépendances. Il a traversé les guerres sans subir de dommages majeurs. En 1947, il fut nationalisé et, après un projet avorté d'orphelinat, il accueillit une école primaire publique et un internat. Aujourd'hui, il abrite une maison de la culture, une école et une bibliothèque. À proximité du château se dresse une statue du prince Árpád, œuvre du sculpteur Richárd Fromann, érigée en 1996.
Non loin du château, une chapelle catholique romaine fut édifiée en 1920-1921 à l'initiative de la comtesse Ferdinanda Károlyi. Sa construction repose sur une technique à colombages (Fachwerk), rare dans la région. Son architecte est inconnu, mais l'édifice se distingue par son style sécessionniste hongrois inspiré de l'architecture populaire. La chapelle fut consacrée le 14 juin 1921 par Árpád István Hanauer, évêque de Vác, sous le patronage du Sacré-Cœur de Jésus.
À l'est du village, sur la route menant à Justhmajor, se trouve le kourgane qui aurait donné son nom à la localité. En 1989, l'architecte Imre Makovecz y fit ériger un « arbre de vie », lieu de rassemblement pour les célébrations nationales. Dans les années 2000, l'installation fut incendiée, mais la municipalité l'a restaurée et inaugurée de nouveau le 12 juin 2011.

## Personnalités liées à la localité
Au début du XXe siècle, le village fut le lieu de travail du sélectionneur de plantes Elemér Székács, qui y développa la variété de blé 1055, également connue sous le nom de blé Székács. En hommage à cet héritage agricole, le blé en épi est représenté sur les armoiries de la localité, symbolisant à la fois son caractère rural et l'œuvre du célèbre sélectionneur de blé. Une rue du village porte son nom, et une plaque commémorative située sur le mur de l'école rappelle son importance pour Árpádhalom.